# Gilbjerg Hoved
Gilbjerg Hoved ved Gilleleje er det nordligste punkt på Sjælland på bredden 56°7'40".
Linjen mellem Gilbjerg Hoved og Kullen i Sverige danner grænsen mellem Øresund og Kattegat.
Kysten ved Gilbjerg Hoved danner en ca. 33 meter høj, stejl og skovløs klint. En sti, Gilbjergstien, løber langs kanten af klinten fra Gilleleje til sommerhusområdet Strand Esbønderup.
Området omkring Gilbjerg Hoved er fredet (ca. 25 ha), mens et område på ca. 40 ha omfattende Gilbjerg Hoved er udpeget til  Natura 2000 nr. 129 Gilbjerg Hoved  EU-habitatområde nr. H113. Udpegningsgrundlaget er den specielle naturtype "klinter med vegetation langs de atlantiske kyster og Østersøkysterne"
Øverst på klinten står en mindesten for Søren Kierkegaard med Kierkegaard-citatet: Hvad er sandhed andet end en leven for en idé.
56°07′44.25″N 12°17′13″Ø / 56.1289583°N 12.28694°Ø